# Mont-Brun
Mont-Brun est un quartier de Rouyn-Noranda et le nom d'une ancienne municipalité de la région administrative de l'Abitibi-Témiscamingue à l'ouest du Québec.

## Géographie
Situé à 44 km au nord de Rouyn-Noranda, Mont-Brun est un des quartiers les plus éloignés du centre-ville.
Le parc national d'Aiguebelle qui en couvre la moitié de son territoire, est une composante majeure du district Nord, et compte une des entrées de ce parc dans son quartier. Le quartier Mont-Brun fait partie du district nord qui comprend également D'Alembert, Cléricy et Destor. Mont-Brun est marqué par la prédominance des activités agricoles. 

## Histoire
En pleine dépression, les gouvernements fédéral et provincial, par le plan Vautrin, tentent par la colonisation dans de nouvelles région d'amenuiser la misère occasionnée par le chômage des villes et le surpeuplement du monde agricole. C'est en 1936 qu'un groupe de premiers colons arrivent pour défricher et s'installer. L'abbé Arthur Nadeau, qui a fondé la paroisse Saint-Norbert-de-Clay-Hill en francise le nom avec Saint-Norbert-de-Mont-Brun en 1937.
En 1978, la paroisse devient municipalité. À la suite des réorganisations municipales québécoises de 2002, l'ensemble des municipalités de la MRC de Rouyn-Noranda fusionnent en une seule.
En date du 1er janvier 2002, la municipalité de Mont-Brun fusionne donc avec la ville de Rouyn-Noranda pour former une municipalité régionale de comté. Mont-Brun est aujourd'hui un quartier de la nouvelle ville.
Aujourd'hui la Ville de Rouyn-Noranda a le double statut de MRC et de municipalité locale,.

## Toponymie
Le nom de Mont-Brun provient de la présence d'un gros monticule d'argile brune au bord de la rivière Kinojévis, dans le nord-est du canton de Cléricy.
Les bûcherons et les draveurs de la Canadian International Paper Company (CIP) qui travaillent dans la région appellent ce lieu Clay-Rapid ou Clay-Hill.
On doit à l'abbé Arthur Nadeau, qui a fondé la paroisse Saint-Norbert-de-Mont-Brun en 1936, cette forme française de la dénomination de Clay-Hill. En 1937, Saint-Norbert-de-Clay-Hill devient Saint-Norbert-de-Mont-Brun. En 1997, la paroisse change de nom pour Mont-Brun.